# Magyar Hírlap
Magyar Hírlap (in italiano Quotidiano ungherese) è un quotidiano ungherese a diffusione nazionale, con sede a Budapest. Inizialmente di stampo liberale e divenuto progressivamente vicino all'estrema destra, si è caratterizzato per forti attacchi antisemiti. Proprietà fino al 2005 del gruppo editoriale svizzero Ringier, è passato in seguito all'industriale Gábor Széles.